# 米勒 (愛荷華州)
米勒（英語：Miller）是位於美國愛荷華州漢考克縣的一個人口普查指定地區。

## 人口
根據2010年美國人口普查的數據，米勒的面積為0.78平方千米，當中陸地面積為0.78平方千米，而水域面積為0.00平方千米。當地共有人口60人，而人口密度為每平方千米76.92人。